# Plainfield (Illinois)
Plainfield es una villa ubicada en el condado de Will en el estado estadounidense de Illinois. En el Censo de 2020 tenía una población de 44,762 habitantes y una densidad poblacional de 699.38 personas por km².

## Geografía
Plainfield se encuentra ubicada en las coordenadas 41°37′50″N 88°14′42″O / 41.63056, -88.24500. Según la Oficina del Censo de los Estados Unidos, Plainfield tiene una superficie total de 62.69 km², de la cual 60.15 km² corresponden a tierra firme y (4.04%) 2.54 km² es agua.

## Demografía
Según el censo de 2010, había 39581 personas residiendo en Plainfield. La densidad de población era de 631,42 hab./km². De los 39581 habitantes, Plainfield estaba compuesto por el 81.72% blancos, el 5.56% eran afroamericanos, el 0.22% eran amerindios, el 7.62% eran asiáticos, el 0.04% eran isleños del Pacífico, el 2.6% eran de otras razas y el 2.22% pertenecían a dos o más razas. Del total de la población el 10.73% eran hispanos o latinos de cualquier raza.